# (464258) 2015 FB2
(464258) 2015 FB2 es un asteroide perteneciente al cinturón de asteroides, descubierto el 29 de noviembre de 2003 por el equipo Spacewatch desde el Observatorio Nacional de Kitt Peak (Arizona, Estados Unidos).